# Athetis reclusa
Athetis reclusa är en fjärilsart som beskrevs av Walker 1862. Athetis reclusa ingår i släktet Athetis och familjen nattflyn. Inga underarter finns listade i Catalogue of Life.